# Specklinia lanceola
Specklinia lanceola là một loài thực vật có hoa trong họ Lan. Loài này được (Sw.) Lindl. miêu tả khoa học đầu tiên năm 1830.